# Животовський Сергій Васильович
Сергій Васильович Животовський (псевдоніми Serge, П'єро, П'єр-О; нар. 23 березня 1869, Київ — пом. 10 квітня 1936, Нью-Йорк) — графік.

## Біографія
Народився 11 [23] березня 1869 року у Києві. 1888 року закінчив Київську художню школу. З 1888 по 1894 рік — вільнослухач Імператорської Санкт-Петербурзької академії мистецтв (за малюнки з натури у 1890 та 1891 роках отримав малі срібні, у 1892 році — велику срібну та 1893 році — велику заохочувалні медалі. По закінченню навчання отримав звання художника 3-го ступупеня за картину «Навчання 2-ї кавалерійської дивізії».
Виконував малюнки для періодичних видань у Санкт-Петербурзі: у 1888—1904 роках — журналу «Нива»; у 1903 році — журналу «Всемирная иллюстрация»; у 1906 році — журналів «Стрелы», «Скандал»; у 1910–1917 роках — журналу «Огонёк», газет «Новое время», «Биржевые вѣдомости». У 1917–1918 роках працював інспектором трудової школи.
З 1919 року жив у Фінляндії, з 1922 року у США, з 1923 року у Нью-Йорку. Працював в газеті «Новое русское слово». Помер у Нью-Йорку 10 квітня 1936 року.

## Творчість
Малював рекламні та циркові афіші, для художніх виставок та різних видовищ. Виконував репортерські замальовки, сатиричні шаржі та карикатури. Автор серії рисунків, присвячяних петербурурзьким театральним прем'єрам та життю літературної богеми, ілюстрацій:
- до книги нарисів «Русский морской и военный флот…» (1903, Санкт-Петербург);
- власної книги «На Север с отцом Иоанном Кронштадтским» (1903, Санкт-Петербург).

Серед робіт:
афіші
- «Владимір Дуровъ» (1900);

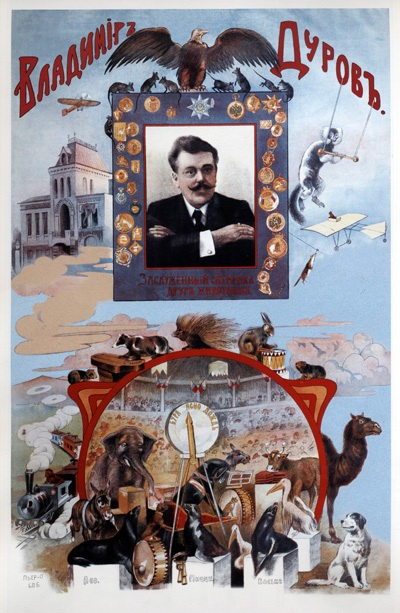
Афіша «Владимір Дуровъ».

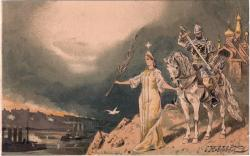
«Геть зброю».

- «Гастроли Анатолія Дурова» (1900);

малюнки
- «По Росії» (1892);
- «Геть зброю» (1899);
- «Повернення О. Суворова на батьківщину після швейцарського походу» (1900);
- «Аграрне питання» (1906);
- «Допоможіть!» («Із минулої війни», біля 1909);
- «Бродячий пес» (1912);
- «Лиха справа ескадрону Т-ского полку в серпні 1914 року» (1914);
- «Бій аеропланів у повітрі» (1915);
- «Силуети фронту і тилу» (1916);
- «Петроград у перші дні волі» (1917);

карикатури
- «Садко — Гучков» (1910);
- «Гонорарій» (1910);
- «Всеросійський спрут» (1910);
- «Футуристи в Петербурзі» (1913);
- «Колется» (1915).

Виконав низку замальовок сцен із вистав у театрах Санкт-Петербурга:
- «Дмитро Самозванець і царівна Ксенія» Олексія Суворіна в театрі Літературно-художнього товариства (1902);
- «Царська наречена» Миколи Римського-Корсакова в Маріїнському театрі (1911, туш, білила; Санкт-Петербурзький музей театрального і музичного мистецтва);
- «Капітанська дочка» Цезара Кюї в Маріїнському театрі (1911);
- «Живий труп» Льва Толстого в Олександрійському театрі (1913);
- «Володимир Маяковський» Володимира Маяковського в театрі «Луна-парк» (1913).

Брав участь у мистецьких виставках з 1908 року.